# Filipe Arnaud de Medeiros
Filipe Arnaud de Medeiros CvNSC (Setúbal, 1771 — Lisboa, 9 de novembro de 1838) foi um jurista e advogado português.

## Biografia
Advogado da Casa da Suplicação, foi escolhido para defensor oficioso dos acusados da Conspiração de 1817, denominada de Gomes Freire. Coube-lhe a defesa de todos os réus, inclusive a do General, que pretendia confiar-se a outro causídico, visto ao "letrado", como lhe chamavam, não ser possível fazer, em tão pouco tempo, o trabalho de tantos processos. Não consentiram, porém, que Gomes Freire de Andrade chamasse outro advogado. Condenados à morte, foram os outros réus reabilitados ante a Alegação de facto e de direito feita no processo em que por acórdão do juízo de Inconfidência e Comissão, especialmente constituída, foi nomeado para defender os pronunciados réus da conspiração denunciada em Maio de 1817, Lisboa, 1820, da autoria de Filipe Arnaud de Medeiros. Daqui nasceu a notoriedade que gozou este advogado durante algum tempo. Amigo dos revolucionários de 1820, escreveu Memória sôbre a possibilidade e meios de pagar a dívida do Estado, Lisboa, 1820. Quando das alterações da ordem a favor da promulgação da Constituição Espanhola, em Novembro de 1820, ofereceu algumas reflexões à nação em folheto publicado naquela data. Frquentou muito a casa de António Feliciano de Castilho, mais tarde 1.º Visconde de Castilho, onde uma sua filha exibia prendas de cantora. Foi feito 468.º Cavaleiro da Ordem de Nossa Senhora da Conceição de Vila Viçosa a 28 de Setembro de 1836. Faleceu obscuramente em Lisboa, a 9 de Novembro de 1838.